# Отто Бірманн
Отто Бірманн (нім. Otto Biermann; 27 липня 1873, маєток Ноймюлен, Ворбіс — 1 травня 1945, Берлін) — німецький офіцер, генерал-майор вермахту.

## Біографія
1 квітня 1892 року вступив в Прусську армію, служив в інженерних військах і в піхоті. Учасник Першої світової війни. Після демобілізації армії залишений в рейхсвері. 31 січня 1923 року звільнений у відставку. 1 листопада 1926 року повернувся в армію як цивільний службовець. З 1 жовтня 1933 року — офіцер служби комплектування, адміністратор ландверу, а також консультант і керівник групи інспекції фортець. З 5 березня 1935 року — офіцер служби комплектування. З 4 червня 1940 року — директор слідчого штабу інженерних військ в Бельгії. З 21 липня 1940 року — агент генерала інженерних військ і фортець при головнокомандувачі сухопутними військами в Меці. З 5 грудня 1940 року — начальник відділу фортець ОКГ. 1 квітня 1941 року зарахований на дійсну службу. 1 травня 1943 року відправлений в резерв ОКГ. 5 липня 1943 року відряджений в спеціальний штаб для особливих доручень. 1 листопада 1943 року знову відправлений в резерв ОКГ. 31 липня 1944 року звільнений у відставку.[джерело?]

## Звання
- Фанен-юнкер (1 квітня 1892)
- Фенріх (18 жовтня 1892)
- Другий лейтенант (20 травня 1893)
- Оберлейтенант (18 січня 1901)
- Гауптман (18 травня 1907)
- Майор (18 серпня 1916)
- Оберстлейтенант (1 липня 1921)
- Оберстлейтенант у відставці (1 жовтня 1933)
- Оберст у відставці (15 травня 1934)
- Оберст служби комплектування (5 березня 1935)
- Генерал-майор (1 квітня 1941)

## Нагороди
- Столітня медаль
- Орден Червоного орла 4-го класу
- Орден Грифона, лицарський хрест з короною
- Залізний хрест 2-го і 1-го класу
- Нагрудний знак «За поранення» в чорному
- Хрест «За вислугу років» (Пруссія)
- Почесний хрест ветерана війни з мечами
- Медаль «За вислугу років у Вермахті» 4-го, 3-го, 2-го і 1-го класу (25 років)
- Хрест Воєнних заслуг 2-го і 1-го класу з мечами